# Léon Gautier
Émile Théodore Léon Gautier, conocido como León Gautier, fue un historiador de literatura, filólogo y archivero francés del siglo XIX nacido el 8 de agosto de 1832 en Le Havre y fallecido el 25 de agosto de 1897 en París. 

## Biografía
León Gautier fue educado en la École Nationale des Chartes de 1852 a 1855 y fue nombrado, al salir de la escuela, archivero del departamento de Haute-Marne (1856). Diez años más tarde, se convirtió en conservador del Archivo Imperial. En 1871, fue nombrado profesor de Paleografía en la École des Chartes. Allí continuó su enseñanza durante más de veinticinco años, hasta su muerte en 1897. 
Su labor científica se dedicó a la historia de la poesía épica de la Edad Media en Francia y la paleografía. Es autor de una edición de la Chanson de Roland (texto crítico), ya clásico (1872). Escribió numerosos artículos sobre literatura e historia en diversos periódicos y revistas.
Fue elegido miembro de la Academia de las inscripciones y lenguas antiguas en 1887 y se convirtió en jefe de la sección histórica del Archivo Nacional en 1893.

## Obra
- Œuvres poétiques d'Adam de Saint-Victor (1858/59),
- Les Épopées françaises (1865/68),
- La Chanson de Roland (texto crítico, 1872),
- Portraits contemporains et questions actuelles (1873),
- La Chevalerie (1884),
- Histoire de la poésie liturgique au Moyen Âge: les tropes (1886),
- Portraits du XIXe siècle I. Poètes et romanciers, (1894/95)
- Portraits du XIXe siècle. Historiens et critiques, (1894/95)
- Portraits du XIXe siècle. Nos adversaires et nos amis, (1894/95)
- Bibliographie des chansons de geste (1897).